# Dragoslavele, Argeș
Dragoslavele este satul de reședință al comunei cu același nume din județul Argeș, Muntenia, România.

## Obiective
- Biserica „Adormirea Maicii Domnului” - Joseni din Dragoslavele